# Duo di Piadena
Il Duo di Piadena è stato un gruppo musicale italiano di musica popolare composto da Delio Chittò (Torre de' Picenardi, 2 maggio 1944 - Torre de' Picenardi, 18 agosto 2018) e Amedeo Merli (Torre de' Picenardi, 15 marzo 1939).

## Storia del gruppo
Il nome del gruppo trae origine da Piadena, comune in provincia di Cremona vicino a Torre de' Picenardi, il piccolo paese di origine dei componenti Delio Chittò e Amedeo Merli.
Il duo nasce nel 1967 come scissione dal Gruppo Padano di Piadena (molto attivo da anni, soprattutto nell'ambito del Nuovo Canzoniere Italiano), al quale Chittò e Merli appartenevano dal 1962. Delio Chittò racconta che il tutto inizia con lo spettacolo Ci ragiono e canto diretto da Dario Fo, al quale deve partecipare il Gruppo Padano di Piadena. La partecipazione allo spettacolo prevede la presenza costante del gruppo per alcuni mesi, cosa impossibile per gli aderenti alla corale che hanno lavoro e famiglia. Si decide che andranno Chittò, che è disoccupato e Merli che vuole cambiare lavoro. Finito il periodo dello spettacolo i due restano vicini a Dario Fo che li mette in contatto con Enzo Jannacci, il quale li introduce nel mondo dello spettacolo milanese al Derby Club.
I due musicisti si separarono quindi dal Gruppo Padano per proporsi come cantanti professionisti e raggiungere così un pubblico più vasto, nel solco del folk revival che proprio tra gli anni sessanta e settanta stava diventando un fenomeno sempre meno d'élite, anche in rapporto al mercato discografico.
Tra i brani più noti del loro repertorio si trovano sia canzoni più prettamente folk, allegre e leggere, come Teresina imbriaguna (più conosciuta come L'uva fogarina), sia canzoni tratte dei repertori politico-sociali legati alla Resistenza, come Bella ciao e Fischia il vento, o alla prima guerra mondiale.
Nel 1974 hanno partecipato alla trasmissione televisiva Canzonissima, nel settore folk.
Nel 1977 hanno preso parte alla versione televisiva di Ci ragiono e canto, il noto spettacolo di Dario Fo basato su canzoni popolari, allora giunto al terzo capitolo del suo percorso, e che già al suo debutto in teatro (1966) vedeva il Gruppo Padano nel cast.
Il duo si è sciolto nel 1991.
Nel gennaio del 2010, dopo quasi vent'anni, si è diffusa la notizia di un ritorno assieme di Merli e Chittò, in occasione della pubblicazione di un libro sulla loro storia scritto da Valter Galafassi, ma la cosa non si è concretizzata.
Il 18 agosto 2018 è deceduto a 74 anni Delio Chittò. Meno di due mesi prima aveva partecipato a Torre de' Picenardi con il compagno Amedeo Merli alla presentazione di un libro dedicato alla loro carriera, dal titolo "Il Duo di Piadena. Dalle osterie alla televisione".

## Discografia

### 33 giri
- 1967 - Canzoni della pianura padana (Tank Records, MTG 8002)
- 1968 - Aria di casa nostra (Tank Records, MTG 8007)
- 1969 - Il Po e l'Emilia del Duo di Piadena (Tank Records, MTG 8011)
- 1970 - I canti del Po vol. 1 (Amico, ZMKF 55031)
- 1970 - I canti del Po vol. 2 (Amico, ZMKF 55032)
- 1971 - Le canzoni del grande fiume (Amico, ZSLF 55042; ristampato nel 1974 con numero di catalogo ZSKF 55330)
- 16 gennaio 1974 - Il vento fischia ancora (Fonit Cetra, LPP 240)
- 1975 - Meglio sarebbe (Fonit Cetra, LPP 269)
- 3 novembre 1976 - Maledetta la guerra e i ministri (Fonit Cetra, LPP 316)
- 1978 - I più bei canti della valle del Po (RCA Lineatre, ZNLA 33106; antologia)

### 45 giri
- Ottobre 1972 -  I crauti/Storia di una mula (Amico, ZF 50231)
- 1975 - Fischia il vento/Per i morti di Reggio Emilia (Fonit Cetra, SP 1600)
- 1975 - Meglio sarebbe/Teresina imbriaguna (Fonit Cetra, SP 1602)
- 1975 - La ballata dell'ex/Pietà l'è morta (Fonit Cetra, SPD 674; il brano sul lato A è cantato da Sergio Endrigo)
- 1976 - Il sangue non è acqua/Insieme alle galline (Fonit Cetra, SP 1616)